# Tomomyza philoxera
Tomomyza philoxera är en tvåvingeart som beskrevs av Hesse 1956. Tomomyza philoxera ingår i släktet Tomomyza och familjen svävflugor. Inga underarter finns listade i Catalogue of Life.